# Mário Donato
Mário Donato (Campinas, 29 de abril de 1915 – São Paulo, 26 de abril de 1992) foi um jornalista e escritor brasileiro.
Após lançar-se como poeta, com os livros Terra (1938) e As cigarras emigram (1944), Mário Donato alcançou grande sucesso com seu primeiro romance, Presença de Anita (1948). Na época do lançamento, o livro causou escândalo pela erotização presente na narrativa, a tal ponto de provocar a ira da Igreja que reprovou o livro do jornalista.
Mesmo sendo uma obra chocante para os padrões vigentes, obteve um sucesso tão grande que, em 1951, fez-se um filme (do diretor Ruggero Jacobbi). Em 2001, o mesmo rebuliço gerado pela obra e pelo filme ocorreu novamente quando a história foi adaptada por Manoel Carlos para uma minissérie da Rede Globo, contendo cenas de sexo e nudez interpretadas pela jovem protagonista Mel Lisboa.
Com seu segundo romance, Madrugada sem Deus (1954), Donato conquistou o Prêmio Câmara Municipal de São Paulo. Publicou em seguida Galatéia e o fantasma (1957), A parábola das quatro cruzes (1959) e Domingo com Cristina (1963). No campo da literatura infantil é vasta sua produção, com títulos como Cinco irmãos bichanos (1942), Sargentinho (1943) e Espertezas de Jabuti (1947). Com Partidas dobradas (1978), foi vencedor do Prêmio Jabuti da Câmara Brasileira do Livro. Este último, foi adaptado para para a TV Cultura em 1981 em formato de telenovela.
Ocupava a cadeira 39 da Academia Paulista de Letras quando morreu ao 77 anos, em São Paulo, de câncer de pulmão. Deixou pronto o livro, ainda inédito, O País dos Paulistas, que conta a história do estado de São Paulo de 1555 a 1964.
Antes de se dedicar ao jornalismo trabalhou como operário gráfico e funcionário do Departamento dos Correios e Telégrafos de São Paulo. Foi repórter, redator e secretário de redação do O Estado de S. Paulo e também secretário de redação da Folha da Manhã (atual Folha de S.Paulo). Colaborou ainda em A Cigarra, A Gazeta, Diário de São Paulo e com a União Jornalística Brasileira, durante a gerência de Menotti del Picchia. Abandonou o jornalismo (1949) para assumir a direção de programação e, mais tarde, a direção artística de uma emissora de rádio. Três anos depois foi nomeado vice-presidente da Rádio Nacional de São Paulo.
Mario Donato é irmão do escritor Marcos Rey (de nome civil Edmundo Donato), o mais adorado e admirado por ele e que foi o responsável por lançá-lo como escritor. Mário, embora trabalhasse no Estadão, havia levado o conto "Ninguém entende Wiu-Li" escrito por Rey para a Folha, onde tinha amigos, sugerindo a publicação que ocorreu em 18 de janeiro de 1942 tomando a capa inteira do Suplemento, o caderno literário do jornal. Além disso, contava com uma ilustração de Belmonte, o mais conhecido ilustrador da imprensa paulista desde 1925, quando criara o personagem Juca Pato.